# Републичка дирекција за промет наоружања и војне опреме (Република Српска)
Републичка дирекција за промет наоружања и војне опреме је републичка управна организација Републике Српске са својством правног лица и налази се у саставу Министарства трговине и туризма.
Републичком дирекцијом за промет наоружања и војне опреме руководи директор, податак о томе ко је тренутни директор није доступна на њиховом званичном сајту.

## Надлежности
Републичка дирекција за промет наоружања и војне опреме је надлежна за обављање стручне послове и задатке, који се односе на:
- учествовање у припреми и изради прописа у области производње, ремонта и промета наоружања и војне опреме
- уговарање и праћење производње наоружања и војне опреме
- заступање, посредовање и друге радње у промету вишкова наоружања и војне опреме
- увоз, извоз и транзит наоружања и војне опреме
- организовање, уговарање и праћење ремонта наоружања и војне опреме
- набавку резервних делова, склопова и потрошног материјала за потребе ремонта наоружања и војне опреме
- представљање предузећа за производњу и ремонт наоружања и војне опреме у земљи и иностранству, пружање информације путем медија и других информативних средстава о свом раду
- заступање Републике Српске у земљи и иностранству из домена свог пословања, о чему подноси извјештај Влади Републике Српске
- припремање стручних мишљења Министарству трговине и туризма за давање сагласности правним и физичким лицима за промет наоружања и војне опреме
- остваривање сарадње са Министарством одбране и Оружаним снагама Босне и Херцеговине о питањима из делокруга рада
- обављање и других послова у складу са законима и другим прописима